# Torsby
Torsby este un oraș în Suedia.

## Demografie
| \| Evoluția demografică a zonei urbane Torsby, 1970–2015 \| Evoluția demografică a zonei urbane Torsby, 1970–2015 \| Evoluția demografică a zonei urbane Torsby, 1970–2015 \| Evoluția demografică a zonei urbane Torsby, 1970–2015 \| Evoluția demografică a zonei urbane Torsby, 1970–2015 \| \| --------------------------------------------------------------------------------------- \| ----------------------------------------------------- \| ----------------------------------------------------- \| ----------------------------------------------------- \| ----------------------------------------------------- \| \| An \| \| \| Locuitori \| \| \| 1970 \| 1970 \| \| 3.094 \| 3.094 \| \| 1975 \| 1975 \| \| 3.632 \| 3.632 \| \| 1980 \| 1980 \| \| 3.980 \| 3.980 \| \| 1990 \| 1990 \| \| 4.349 \| 4.349 \| \| 1995 \| 1995 \| \| 4.347 \| 4.347 \| \| 2000 \| 2000 \| \| 4.054 \| 4.054 \| \| 2005 \| 2005 \| \| 4.027 \| 4.027 \| \| 2010 \| 2010 \| \| 4.049 \| 4.049 \| \| 2015 \| 2015 \| \| 4.419 \| 4.419 \| \| Sursa: SCB - Statistika Centralbyrån, Folkmängden per tätort. Vart femte år 1960 - 2016 \| \| \| \| \| |      |  |           |       |
| Evoluția demografică a zonei urbane Torsby, 1970–2015 |      |  |           |       |
| An |      |  | Locuitori |       |
| 1970 | 1970 |  | 3.094     | 3.094 |
| 1975 | 1975 |  | 3.632     | 3.632 |
| 1980 | 1980 |  | 3.980     | 3.980 |
| 1990 | 1990 |  | 4.349     | 4.349 |
| 1995 | 1995 |  | 4.347     | 4.347 |
| 2000 | 2000 |  | 4.054     | 4.054 |
| 2005 | 2005 |  | 4.027     | 4.027 |
| 2010 | 2010 |  | 4.049     | 4.049 |
| 2015 | 2015 |  | 4.419     | 4.419 |
| Sursa: SCB - Statistika Centralbyrån, Folkmängden per tätort. Vart femte år 1960 - 2016 |      |  |           |       |